# Червоне (Тернопільський район)
Черво́не — село в Україні, у Саранчуківській сільській громаді Тернопільського району Тернопільської області. Розташоване на заході району. До 2020 року було в підпорядкуванні Мечищівської сільради. Раніше — хутір Молохів Мечищівський. 

## Географія
Для села характерний помірно континентальний клімат. Червоне розташоване у «холодному Поділлі» — найхолоднішому регіоні Тернопільської області.

## Історія
У 1943-45 роках у Червоному розташовувалася одна з основних баз УПА.
12 червня 2020 року, відповідно до Розпорядження Кабінету Міністрів України від  № 724-р «Про визначення адміністративних центрів та затвердження територій територіальних громад Тернопільської області», село увійшло до складу Саранчуківської сільської громади.
19 липня 2020 року, в результаті адміністративно-територіальної реформи та ліквідації Бережанського району, село увійшло до складу новоутвореного Тернопільського району.
22 червня 2023 року рішенням №230 Національної комісії зі стандартів державної мови віднесено до списку населених пунктів, які «можуть не відповідати лексичним нормам української мови», зокрема стосуватися «російської імперської чи колоніальної політики». Громаді рекомендовано обґрунтувати доцільність збереження поточної назви або запропонувати нову назву в установленому законодавством порядку.

## Населення
За даними перепису населення 2001 року мовний склад населення села був таким:
| Мова       | Число ос. | Відсоток |
| ---------- | --------- | -------- |
| українська |           | 97,67    |
| російська  |           | 2,33     |

Населення — 1 особа. У 2007 році було 32 особи, 16 дворів.

## Пам'ятки
- Капличка (1993),
- Братська могила вояків УПА.

## Галерея

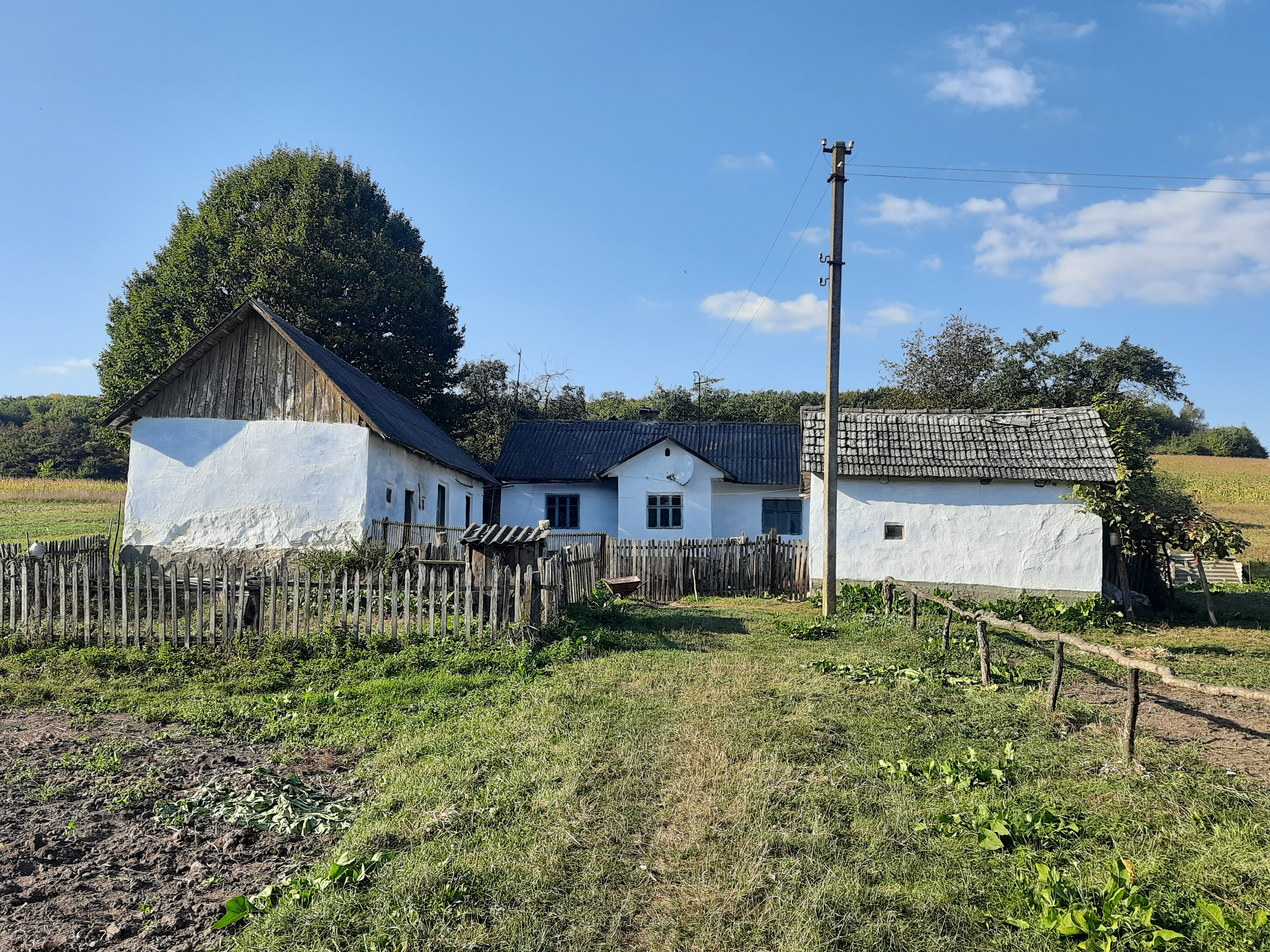
Оселя в селі
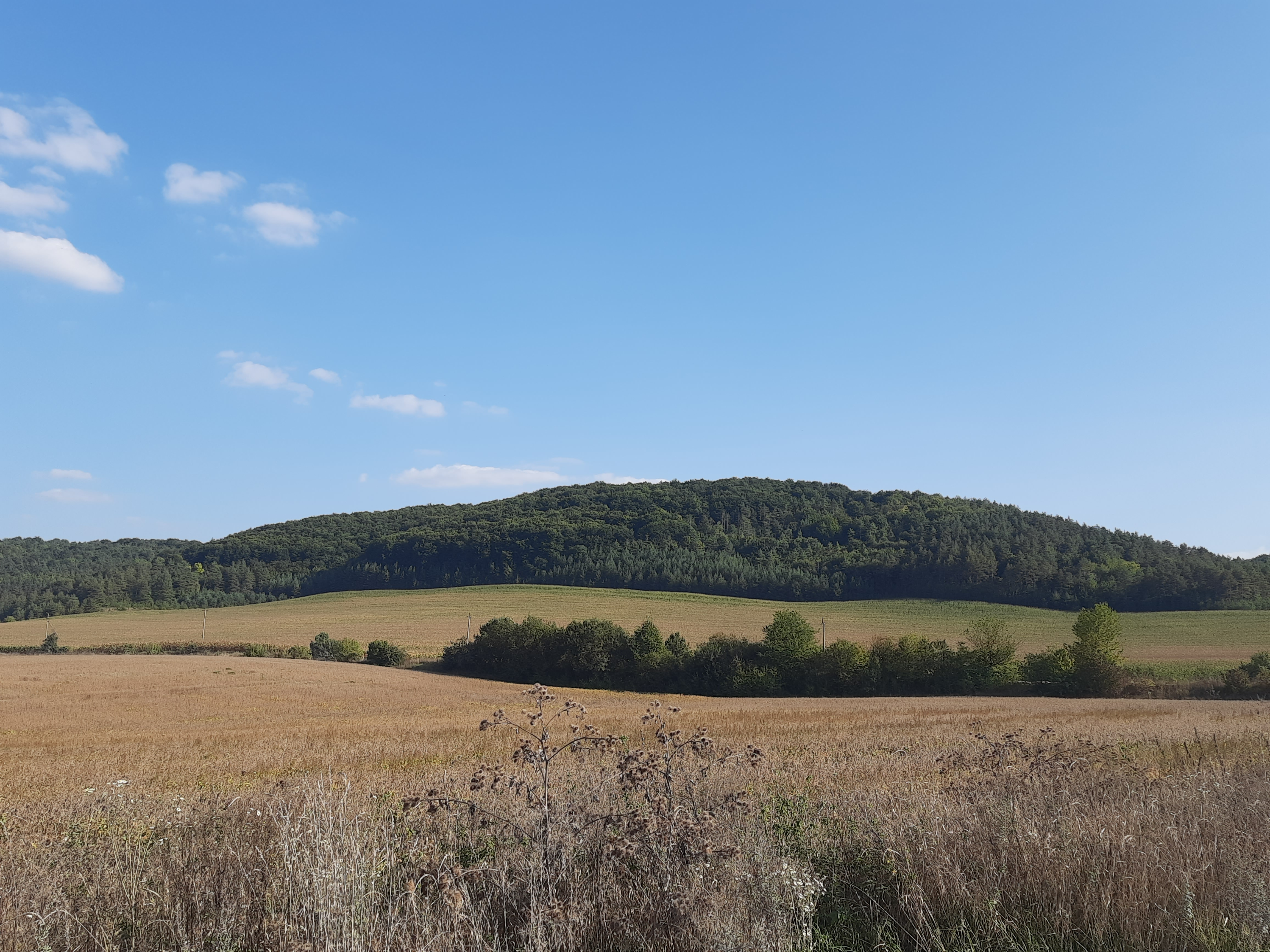
Краєвид біля села